# Клайв Баркер
Клайв Ба́ркер (англ. Clive Barker; нар. 5 жовтня 1952, Ліверпуль, Велика Британія) — англійський письменник жанру жахів, художник, драматург, фотограф та кінорежисер. Режисер і сценарист, автор багатьох бестселерів. На літературному терені вперше виступив як драматург; в той час він і сам грав у театрі і ставив спектаклі. Як письменник здобув популярність в середині 1980-х років за серію оповідань «Книги крові», яка й закрепила за ним звання письменника жахів. Режисер фільмів «Повсталий з пекла», «Нічний народ», «Володар ілюзій» і «Святий грішник». Крім того, Баркер відомий як живописець і фотограф: його роботи виставлялися в Нью-Йорку і Лос-Анджелесі. Живе в Беверлі-Хіллз разом зі своїм партнером Девідом Армстронгом і його дочкою від першого шлюбу Ніколь.

## Життєпис
Народився в 1952 році в Ліверпулі, Велика Британія. Навчався в престижній Quarry Bank School. Уже в школі займався письменництвом, редагуючи шкільний журнал «Humphri». Закінчивши школу, вступив до Ліверпульського університету на факультет англійської літератури і філософії.
У 1974 році разом з друзями Баркер створює групу «The Dog Company», в якій вони виконують п'єси жанру Гран-гіньоль, в основному присвячені тематиці жахів. Незабаром Баркер зняв перші аматорські короткометражні фільми «Salome» і «Forbidden». Перший фільм був знятий у віці 21 року, другий — у 26 років. У фільмах знімалися друзі Баркера з «The Dog Company». Згодом Баркер переїздить до Лондону, де малює, пише п'єси та оповідання. У 1981 році він оформив обкладинку альбому «Face Dances» гурту «The Who».
У 1983 році роботи Баркера потрапляють до Ремзі Кемпбелла, який знайомить його з Дугласом Вінтером — критиком і редактором. У 1984 році виходить збірка оповідань у трьох томах під назвою «Книги крові» (Books of Blood). Збірник не мав великого успіху у Великій Британії, але заявив про себе в США.
У 1985 за серію «Книги крові» Баркер отримав «Всесвітню премію фентезі» (WFA). У цьому ж році виходить перший роман Баркера «Проклята гра» (The Damnation Game), що був висунутий на Bram Stoker Award за найкращий дебют, а також на Букерівську премію. У 1985 написав сценарій для фільму «Підземний світ». Після того, як дві адаптації його оповідань йому не сподобалися (Rawhead Rex і Transmutations), Баркер вирішує зайнятися режисурою. Зняв фільм «Повсталий з пекла» (1987). У 1987 році вийшов другий роман Баркера — «Витканий світ» (Weaveworld), у 1988 — оповідання «Кабал», за мотивами якого у 1990 році Баркер зняв фільм жахів «Нічний народ».
У 1989 році вийшов перший роман трилогії «Book of the Art» — «The Great and Secret Show». У 1990 році Баркер починає роботу над романом «Імаджика» (Imajica). Крім того, у 1991 вийшов альбом «Pandemoniumt», де можна знайти картини Баркера і його невидані п'єси. У 1992 Клайв переїжджає до США. У цьому ж році виходить дитяча казка «Викрадач вічності» з ілюстраціями автора, яка згодом була внесена Міністерством освіти Великої Британії в обов'язковий список літератури для читання в середній школі. У 1992 році за оповіданням «Forbidden» був знятий фільм «Кендімен», де Баркер виступив виконавчим продюсером фільму. У березні-квітні 1993 проходить виставка картин Баркера під назвою «One Person Show», продовжують видаватися комікси. У 1994 вийшов другий роман трилогії «Book of the Art» — «Everville».
У 1995 Баркер знову як режисер знімає фільм «Володар ілюзій». У 1996 вийшов роман «Таїнство» (Sacrament). У 1997 виходить фільм «Quicksilver Highway», де Баркер зіграв невелику роль, а один з епізодів був знятий за його сценарієм. Також в цьому році Баркер вперше ставить хелловінське шоу на студії Universal Pictures, яке називалося «Halloween Horror Nights».
У 1998 виходить роман «Галілі» (Galilee), в якому Баркер змішав готичний роман з романтичною історією. У цьому ж році фільм «Боги і монстри», який Баркер продюсував, отримує Оскар за найкращу адаптацію сценарію. У жовтні Баркер ставить друге шоу для студії Universal — «Clive Barker's Freakz — Halloween Horror Nights II», в 1999 — «Clive Barker's Hell — Halloween Horror Nights III», у 2000 — «Clive Barker's Harvest».
У 2001 році виходить новий роман Клайва «Каньйон Холодних Сердець» (Cold Heart Canyon), а також гра Clive Barker's Undying, до якої Баркер продумав сюжет, героїв. У 2002 році виходить фільм «Saint Sinner», що був знятий за оповіданням Баркера. Також у цьому році вийшла перша книга серії «Абарат» (Abarat) — казкова дитяча історія, проілюстрована самим Баркером. У 2007 році вийшла гра «Єрихон» (Jericho). У 2008 році був знятий фільм «Midnight Meat Train», де Клайв виступив продюсером.
У 2012 році Баркер на кілька днів впав у кому, підхопивши синдром токсичного шоку, спровокований візитом до стоматолога, де в його кров потрапили отруйні бактерії, що ледь не вбили його. Усвідомлюючи, що жити йому залишилося зовсім недовго, він вирішив викласти свої особисті проблеми, пов'язані зі світом і суспільством, у майбутньому романі «Глибокий пагорб», який, на його думку, може стати його останньою книгою. З 2015 року він є членом ради радників Голлівудського музею жахів.

## Особисте життя
У 1996 році Баркер розповів в ефірі на радіо, що в підлітковому віці мав кілька стосунків зі старшими жінками, але зрозумів, що він гей, коли йому було близько 18 чи 19 років. Він зустрічався з Джоном Грегсоном з 1975 по 1986 рік, а згодом, з 1996 по 2009 рік, був у стосунках з фотографом Девідом Армстронгом, якого у вступі до «Каньйону Колдхарт» (2001) описував як свого чоловіка.
У перші роки своєї письменницької кар'єри Баркер час від часу підробляв ескортником, коли його письменницька діяльність не приносила достатнього доходу. Згодом він відкрито розповідав про свій досвід садомазохізму.

## Серії
«Книги крові» (Books of Blood)
- Книга крові 1 / Book of Blood, Volume 1:

1. Книга крові / The Book Of Blood (1986)
2. Опівнічний поїзд з м'ясом / The Midnight Meat Train (1986)
3. Йеттерінг і Джек / The Yattering and Jack (1986)
4. Блюз свинячої крові / Pig Blood Blues (1986)
5. Секс, смерть і сяйво зірок / Sex, Death and Starshine (1986)
6. У горах, міста / In the Hills, the Cities (1984)

- Книга крові 2 / Book of Blood, Volume 2:

1. Страх / Dread (1984)
2. Пекельний забіг / Hell's Event (1986)
3. Жаклін Есс: її остання воля і заповіт / Jacqueline Ess: Her Will and Testament (1984)
4. Шкіра отців / The Skins of the Fathers (1986)
5. Нові вбивства на вулиці Морг / New Murders in the Rue Morgue (1986)

- Книга крові 3 / Book of Blood, Volume 3:

1. Син целулоїду / Son of Celluloid (1984)
2. Голий мозок / Rawhead Rex (1986)
3. Сповідь савана / Confessions of a (Pornographer's) Shroud (1986)
4. Козли відпущення / Scape-Goats (1986)
5. Залишки людського / Human Remains (1986)

- Книга крові 4 / Book of Blood, Volume 4:

1. Політика тіла / The Body Politic (1986)
2. Нелюдське стан / The Inhuman Condition (1987)
3. Одкровення / Revelations (1992)
4. Прийди, Сатана! / Down, Satan! (1986)
5. Час бажань / The Age of Desire (1985)

- Книга крові 5 / Book of Blood, Volume 5:

1. Заборонене / The Forbidden (1985)
2. Мадонна / The Madonna (1986)
3. Діти Вавилонської вежі / Babel's Children (1986)
4. Під плоті / In the Flesh (1988)

- Книга крові 6 / Book of Blood, Volume 6:

1. Життя смерті / The Life of Death (1988)
2. Як стікають кров'ю мерзотники / How Spoilers Bleed (1988)
3. Сутінки над вежами / Twilight at the Towers (1988)
4. Остання ілюзія / The Last Illusion (1988)
5. Книга крові (Післямова): На вулиці Єрусалиму / Book Of Blood (A Postscript): On Jerusalem Street (1985)

- 1989 Перша Книга Мистецтва. Явище Таємниці / Book of The Art 1. The Great and Secret Show
- 1994 Друга Книга Мистецтва. Евервілль / Book of The Art 2. Everville

- 1991Імаджика / Imajica
- 1995Імаджика 1: П'ятий Домініон / Imajica 1. The Fifth Dominion
- 1995Імаджика 2: Примирення / Imajica 2. The Reconciliation

- 2002 Абарат 1: Перша книга годин / Abarat 1. Abarat: The First Book of Hours
- 2004 Абарат 2: Дні магії, ночі війни / Abarat 2. Days of Magic, Nights of War
- 2010 Абарат 3: Абсолютне середніччя / Abarat 3. Absolute Midnight

## Окремі романи
- 1985 — The Damnation Game
- 1986 — The Hellbound Heart
- 1987 — Weaveworld
- 1989 — The Great and Secret Show
- 1992 — Викрадач вічності (The Thief of Always)
- 1994 — Everville
- 1995 — Sacrament
- 1998 — Galilee
- 2001 — Coldheart Canyon
- 2007 — Mister B. Gone
- 2015 — The Scarlet Gospels

## Сценарій до відеоігор
- Clive Barker's Nightbreed: The Action Game (1990)
- Clive Barker's Nightbreed: The Interactive Movie (1990)
- Clive Barker's Undying (2001)
- Clive Barker's Jericho (2007)

## Озвучування відеоігор
- 2001 — Clive Barker's Undying — Амброзій Ковенант[16][17]

## Українські переклади
Баркер, К. Викрадач вічності [Текст] / Клайв Баркер ; пер. з англ. Сергія Крикуна ; іл. Іви Михайлян. — Львів : Видавництво Старого Лева, 2016. — 200 с. — (Серія «Дивовижні світи»). — ISBN 978-617-679-273-4.